# 通许县
通许县是中华人民共和国河南省开封市下辖的一个县，位于中原经济区建设的核心区之内。县人民政府驻咸平街道北阁路与裕丰路交叉口南侧。
截至2011年全县总人口为60万人，总面积767平方公里。2011年，全县GDP为142.7亿人民币 。

## 历史沿革
通许县春秋时期为许国地，战国时期属魏国大梁郡。北宋建隆元年（960年）始置通许镇，属扶沟县。宋太祖赵匡胤下诏疏浚蔡河。自京师至通许镇，沿河设置闸门，按时开闸，调节水量，漕运畅通。取自汴京直通许国故地之义，故名通许。咸平五年（1002年）置咸平县，以年号为名。金大定二十九年（1189年），因其与咸平府（今辽宁省开原县）同名，易名为通许县，属南京路开封府。元属河南江北中书省汴梁路总管府。明清属河南省开封府。中华民国初属豫东道；废道后，属河南省第一行政督察专员公署。
中华人民共和国建立后，属陈留专区；1952年归郑州专区，1954年改属开封专区；1958年9月，通许县并入尉氏县，改为通许镇；1962年3月，恢复通许县建置，仍属开封专区；1983年划归开封市迄今。

## 人口民族
根据第七次人口普查数据，截至2020年11月1日零时，通许县常住人口539222人 。
2011年，全县总人口为60万人。民族汉族居多，占99.2%，回族和其他少数民族占0.8%。

## 自然地理
通许县地处豫东平原，全境介于北纬34°15'-34°34'，东经114°18'-114°38'之间，县境东西宽27.7公里，南北长34.8公里，总面积767平方公里。东距黄海450公里，临商丘市；西望嵩山少林寺，距省会郑州市100公里；南距周口市90公里，北距七朝古都开封市45公里。
通许县境历受黄河泛滥冲积的影响，成为自孟津向东黄河南泛冲积而成的黄淮平原的一部分。地势西高东低，北高南低，由西北向东南微倾斜。地面海拔在57.6至66.5米之间，相对高差在10米左右，地面坡度较小，一般为1/1000至1/5000。
通许县地质构造属中朝准地台华北坳陷南部的通许隆起，处于中国巨型秦岭－昆仑纬向构造体系与新华夏第二沉降带、华北坳陷复合交接部位。沉积层为厚1000至5000米的湖相红色岩系（第三系）和河流冲积、洪积相（第四系）地层。地质构造形迹大多隐伏在巨厚的沉积层下，地表形迹不明显，地质构造较为单一。
通许县属暖温带大陆性季风型气候，四季分明，光照充足，气候温和，雨量较少。年均气温在14.24-14.50度之间，无霜期为213-215天，年均日照为2500个时数，年均降雨量775毫米。
| 通许                    | 通许        | 通许        | 通许        | 通许        | 通许        | 通许        | 通许         | 通许         | 通许        | 通许        | 通许        | 通许        | 通许          |
| 月份                    | 1月         | 2月         | 3月         | 4月         | 5月         | 6月         | 7月          | 8月          | 9月         | 10月        | 11月        | 12月        | 全年          |
| ----------------------- | ----------- | ----------- | ----------- | ----------- | ----------- | ----------- | ------------ | ------------ | ----------- | ----------- | ----------- | ----------- | ------------- |
| 平均高温 °C（°F）       | 5.1 (41.2)  | 8.4 (47.1)  | 13.7 (56.7) | 21.5 (70.7) | 26.9 (80.4) | 31.3 (88.3) | 31.7 (89.1)  | 30.5 (86.9)  | 26.7 (80.1) | 21.3 (70.3) | 13.7 (56.7) | 7.3 (45.1)  | 19.8 (67.7)   |
| 平均低温 °C（°F）       | −4.1 (24.6) | −1.7 (28.9) | 2.9 (37.2)  | 9.6 (49.3)  | 14.8 (58.6) | 19.8 (67.6) | 22.9 (73.2)  | 22.0 (71.6)  | 16.5 (61.7) | 10.1 (50.2) | 3.1 (37.6)  | −2.3 (27.9) | 9.5 (49.0)    |
| 平均降水量 mm（）       | 8.1 (0.32)  | 11.2 (0.44) | 28.2 (1.11) | 35.4 (1.39) | 55.0 (2.17) | 73.4 (2.89) | 174.9 (6.89) | 109.7 (4.32) | 69.5 (2.74) | 41.5 (1.63) | 20.4 (0.80) | 9.9 (0.39)  | 637.2 (25.09) |
| 平均降水天数（≥ 0.1mm） | 2.9         | 3.9         | 5.9         | 6.2         | 6.8         | 7.8         | 11.3         | 9.0          | 7.6         | 6.6         | 4.5         | 3.0         | 75.5          |
| 来源：中国气象          |             |             |             |             |             |             |              |              |             |             |             |             |               |

## 行政区划
通许县下辖1个街道办事处、5个镇、6个乡：
咸平街道、竖岗镇、玉皇庙镇、四所楼镇、朱砂镇、长智镇、冯庄乡、孙营乡、大岗李乡、邸阁乡、练城乡和厉庄乡。

## 交通
通许县区域位置优越，西距新郑国际机场、郑州航空港经济综合实验区（郑州新郑综合保税区）60公里，北距中原经济区之核心区郑汴新区45公里；新密至商丘铁路穿境而过，长达46公里，连接京广铁路、京九铁路；规划中衡潢铁路途径地；境内高速公路纵横交错，遍布全县， 兰南高速和 大广高速交汇于县城东北3公里处， 郑民高速与 商登高速穿境而过，距新郑国际机场仅有半小时车程，3至5小时能到达周边各省会城市；境内另有 343国道和 221省道、 222省道、 317省道、 318省道等省道4条，县域内全面实现了村村通柏油公路，全县公路通车总里程达1423公里，形成了以高速公路、铁路、省道为框架，以县乡村道路为脉络的现代交通网络体系。